# Tăng chi Bộ
Kinh Anguttara Nikàya, dịch là Kinh Tăng Chi Bộ, là bộ thứ tư trong năm bộ kinh tạng Pali: Dìgha Nikàya (Kinh Trường Bộ), Majjhima Nikàya (Kinh Trung Bộ), Samyutta Nikàya (Kinh Tương Ưng Bộ), Anguttara Nikàya (Kinh Tăng Chi Bộ), và Khuddaka Nikàya (Kinh Tiểu Bộ).
Kinh Tăng Chi Bộ là một bộ kinh được sắp theo pháp số, từ một pháp đến mười một pháp, phân thành 11 chương (nipàtas). Mỗi chương lại chia thành nhiều phẩm (vaggas). Chương Một Pháp (Ekaka Nipàta) gồm các kinh đề cập đến một pháp. Chương Hai Pháp (Duka Nipàta) gồm các kinh có liên quan đến hai pháp, v.v... và tuần tự như thế đến Chương Mười Một Pháp (Ekàdasaka Nipata) gồm các kinh có đề cập đến 11 pháp. Tổng cộng số kinh được ghi nhận là 2,308 bài kinh, nhưng con số này không thống nhất vì số kinh phân biệt không được rõ ràng, và có học giả tính theo số đoạn, tổng cộng là 7,557.
Bộ kinh nay được Hòa thượng Thích Minh Châu dịch từ tạng Pali sang Việt ngữ năm 1976-1977, và được Viện Phật Học Vạn Hạnh, Sài Gòn, ấn hành năm 1980-1981. Trong chương trình phiên dịch và ấn hành Đại tạng kinh Việt Nam, bộ kinh được hiệu đính thành 4 tập và tái bản năm 1996, qua số thứ tự 21, 22, 23, và 24.
Kinh Tăng Chi Bộ của tạng Pali có bộ chữ Hán tương đương là Kinh Tăng Nhất A-hàm (Ekottara-Agama) do ngài Tăng-già Đề-bà (Sanghadeva) dịch từ bộ chữ Sanskrit năm 397 TL, trong đời nhà Tiền Tần, và đã được Hòa thượng Thích Thiện Siêu và Hoà thượng Thích Thanh Từ dịch sang Việt văn (Đại tạng kinh Việt Nam, số 25, 26, 27).